# Biserica geamie din Scutari
Biserica geamie din Scutari (în albaneză Kisha-xhami e Shën Stefanit, literal Biserica geamie Sfântul Ștefan) este un monument de arhitectură medievală din Albania. Edificiul a fost construit ca biserică catolică în secolul al XIII-lea. Administrația otomană a transformat biserica în moschee în anul 1685. Vechea orgă a fost păstrată, ca trofeu, în interiorul lăcașului. Cu ocazia transformării catedralei  în geamie i-a fost atribuit numele sultanului Mehmet Cuceritorul, numindu-se în albaneză Xhamia e Mehmet Fatihut.